# Училище правознавства
Імператорське училище правознавства — одне з найпрестижніших вищих навчальних закладів дореволюційної Росії.
Училище було відкрито в грудні 1835 року, і вже в 1840 році відбувся перший випуск на державну службу 14 чиновників. Всього за роки існування училища до початку 1918 року підготовлено понад 2000 фахівців, які залишили помітний слід в суспільному і культурному житті Росії. Серед відомих випускників училища — композитор Петро Чайковський і критик Володимир Стасов.